# Tatjana Makarowa (pilotka)
Tatjana Pietrowna Makarowa (ros. Татьяна Петровна Макарова, ur. 25 września 1920 w Moskwie, zm. 25 sierpnia 1944 pod Ostrołęką) – radziecka lotniczka wojskowa, Bohater Związku Radzieckiego.

## Życiorys
W 1939 ukończyła technikum mechaniczno-technologiczne przemysłu spożywczego w Moskwie i aeroklub, pracowała w fabryce „Bolszewik”. W 1940 została lotnikiem-instruktorem aeroklubu, później instruktorką w wojskowej szkole lotniczej. Od 1941 służyła w Armii Czerwonej, w 1942 ukończyła wojskową lotniczą szkołę pilotów w mieście Engels. Od maja 1942 walczyła na froncie wojny z Niemcami. W 1942 została dowódcą klucza 588 nocnego pułku bombowców lekkich przemianowanego w lutym 1943 na 46 Gwardyjski Pułk Nocnych Bombowców. Walczyła na Froncie Zakaukaskim, Froncie Północno-Kaukaskim i 2 Białoruskim. Uczestniczyła w operacji woroszyłowgradzko-woroneskiej, bitwie o Kaukaz, operacji noworosyjsko-tamańskiej, kerczeńsko-eltigeńskiej operacji desantowej, krymskiej i białoruskiej. Od 1942 należała do WKP(b). Jako dowódca klucza 46 gwardyjskiego nocnego lotniczego pułku bombowców 325 nocnej lotniczej dywizji bombowców 4 Armii Powietrznej 2 Frontu Białoruskiego wykonała 628 nalotów na siłę żywą i technikę wroga. Zrzuciła 96 ton bomb i 300 tysięcy ulotek, spowodowała 114 silnych eksplozji i 103 pożary. Zginęła w nocy 25 sierpnia 1944 zestrzelona przez niemiecki myśliwiec nad linią frontu. Została pochowana w Ostrołęce. 

## Ordery i odznaczenia
- Złota Gwiazda Bohatera Związku Radzieckiego (pośmiertnie, 23 lutego 1945)
- Order Lenina (pośmiertnie, 23 lutego 1945)
- Order Czerwonego Sztandaru (dwukrotnie - 19 października 1942 i 30 czerwca 1944)
- Order Wojny Ojczyźnianej I klasy (25 października 1943)

## Upamiętnienie
W okresie Polski Ludowej jej imie nadano zespołowi szkół zawodowych w Ostrołece. Jej imieniem nazwano też ulicę w Ostrołęce i w Moskwie.